# Iran aux Jeux olympiques de la jeunesse d'hiver de 2012
L'Iran a participé aux Jeux olympiques de la jeunesse d'hiver de 2012 à Innsbruck en Autriche du 13 au 22 janvier 2012. Trois athlètes ont représenté l'Iran à ces Jeux, deux en ski alpin et un en ski de fond. Yaghoub Kiashemshaki était le porte-drapeau de l'Iran durant la cérémonie d'ouverture.

## Participants
| Sport       | Hommes | Femmes | Total |
| ----------- | ------ | ------ | ----- |
| Ski alpin   | 1      | 1      | 2     |
| Ski de fond | 1      |        | 1     |
| Total       | 2      | 1      | 3     |

## Résultats

### Ski alpin
Hommes
| Athlète   | Épreuve      | Manche 1      | Manche 2      | Total         | Rang |
| --------- | ------------ | ------------- | ------------- | ------------- | ---- |
| Nima Baha | Slalom       | 49 s 04       | 48 s 76       | 1 min 37 s 80 | 30   |
| Nima Baha | Slalom géant | 1 min 06 s 73 | 1 min 03 s 86 | 2 min 10 s 59 | 34   |
| Nima Baha | Super-G      |               |               | 1 min 17 s 43 | 39   |
| Nima Baha | Combiné      | 1 min 16 s 00 | 45 s 93       | 2 min 01 s 93 | 31   |

Femmes
| Athlète      | Épreuve | Manche 1        | Manche 2 | Total         | Rang |
| ------------ | ------- | --------------- | -------- | ------------- | ---- |
| Hadis Ahmadi | Slalom  | N'a pas débutée | —        | —             | —    |
| Hadis Ahmadi | Super-G |                 |          | 1 min 28 s 41 | 32   |
| Hadis Ahmadi | Combiné | 1 min 24 s 82   | 50 s 15  | 2 min 14 s 97 | 30   |

### Ski de fond
Hommes
| Athlète              | Épreuve | Qualification | Qualification | Quart de finale | Quart de finale | Quart de finale | Demi-finale  | Demi-finale  | Demi-finale  | Finale       | Finale       | Rang |
| Athlète              | Épreuve | Temps         | Rang          | Série           | Temps           | Rang            | Série        | Temps        | Rang         | Temps        | Rang         | Rang |
| -------------------- | ------- | ------------- | ------------- | --------------- | --------------- | --------------- | ------------ | ------------ | ------------ | ------------ | ------------ | ---- |
| Yaghoub Kiashemshaki | Sprint  | 2 min 10 s 72 | 49            | Non qualifié    | Non qualifié    | Non qualifié    | Non qualifié | Non qualifié | Non qualifié | Non qualifié | Non qualifié | 49   |

| Athlète              | Épreuve      | Temps         | Rang |
| -------------------- | ------------ | ------------- | ---- |
| Yaghoub Kiashemshaki | 10 km hommes | 37 min 14 s 4 | 41   |